# Omer
Omar (Meka, oko 580. – 7. kolovoza 644.), drugi kalif (634. – 644.) i Muhamedov tast. Suniti ga ubrajaju u grupu četiri pravedna kalifa. Šiiti ga smatraju jednim od osvajača.  Bio je poznat među ashabima kao najučeniji u Kuranu i onaj koji najdosljednije radi po njemu i najviše razumije islam. Dok je još bio mušrik, htio je ubiti Muhammeda, no preobratio se na islam i postao je jedan od najvećih boraca za prava muslimana. Jedan je od desetorice Poslanikovih Ashaba kojima je još za života obećan Džennet.

## Rani život i prihvaćanje islama
Omer potječe iz plemena Adijj ibn Ka'b, koji su ogranak kurejšijskog plemena Adnan. Pleme Adijj ibn Ka'b je bilo malobrojno i siromašno. I sâm Omer ibn el-Hattab je bio odgajan u siromaštvu i u teškim životnim uvjetima. Njegov je otac bio strog i grub prema njemu, što je utjecalo na njegovu strogoću, disciplinu i stav.  Po dolasku objave proroku Muhamedu, Omer je bio na strani većine kurejšijevaca. Štoviše, on je od svih Kurejšija najviše zlostavljao i kažnjavao muslimane. Tako je odlučio i ubiti Muhameda, ali kad je čuo da su mu sestra i zet prešli na islam, pošao se prvo s njima obračunati. U to vrijeme kod njih je bio Habbab ibn el-Erett i učio suru Ta-ha. Došavši ispred kuće, začuo je učenje, te je nakon prvobitnog bijesa, zatražio da pročita ono što su učili. Kada je pročitao, rekao je: "Kako je divan i častan ovaj govor!". Tada mu Habbab ibn el-Erett reče: "Omere, tako mi Alaha, nadam se da te je Alah odabrao dovom Njegova Poslanika koju sam jučer čuo da uči: Bože osnaži islam s Ebul-Hakemom ibn Hišamom ili Omerom ibn el-Hattabom". Omer je tada otišao do kuće u kojoj je bio Muhamed i pred njime izgovorio šehadet.

## Život u Medini i Muhamedova smrt
Bio je 622. na hidžri (prvo bjekstvo) u Medinu. Sudjelovao je u bitkama kod Badra, Uhuda i Kajbara, u napadu na Siriju i nizu drugih sukoba. Omarova kćer Hafsa se 625. udala za Muhameda, tako da je postao Muhamedov tast. Muhamed je poslije dva tjedna bolesti umro 632. u Medini. Omar je odbijao dozvoliti Muhamedovu pokop tvrdeći da ke Muhamed samo fizički odsutan i da će se vratiti. Abu Bekr je tada bio odsutan i kad se vratio iz Medine na to je rekao da je Muhamed samo prenositelj poruke, a prenositelji poruka su umirali i prije njega. Nakon toga je Omar dozvolio pokop. Suniti smatraju da ta epizoda pokazuje Omarovu duboku ljubav prema Muhamedu. Šiiti kažu da se Omar samo pretvarao i da je odgađanjem pokopa samo kupio vrijeme potrebno da bi se Abu Bekr vratio iz Medine i prisvojio vlast od Alije.

## Kalifat Abu Bekra
Abu Bekr je izabran kao novi kalif na sastanku skupine ljudi. Omer je pomogao izboru Abu Bekra javno mu dajući podršku. Suniti i šiiti imaju različito viđenje o legitimitetu toga sastanka i legitimitetu izbora kalifa. Abu Bekr je veoma kratko vladao. Većina njegovoga kalifata protekla je u ratovima, u kojima se borio protiv plemena, koja su napustila islam nakon Muhamedove smrti. Abu Bekr je 634. prije svoje smrti Omara proglasio svojim nasljednikom. Šiiti smatraju da to samo potvrđuje urotu Abu Bekra i Omara da pravi Muhamedov nasljednik Alija ne postane kalif.

## Vlast
Za vrijeme Omarova kalifata carstvo se širilo na velika prostranstva. Od Sasanida su zauzeli Mezopotamiju i dijelove Perzije. Od Bizanta otimaju Palestinu, Siriju, sjevernu Afriku i Armeniju.
U bici kod Jarmuka mala muslimanska vojska pobjeđuje mnogo veću bizantsku, te trajno se okončava bizantska vlast južno od Male Azije. Druga je mala muslimanska vojska postigla veliku pobjedu u bici kod Kadisjaha oko 636., blizu obala Eufrata. Za vrijeme bitke sasanidska vojska doživljava veliki poraz, a ubijen je i perzijski general. Poslije duge opsade muslimani su 637. zauzeli Jeruzalem. Prema nekim pričama Omar je u Jeruzalem ušao na pokoran način šetajući kraj magarca na kojem je sjedio njegov sluga. 
Pravoslavni jeruzalemski patrijarh, Sofronije, predaje Omaru gradske ključeve. Zatim je održao molitvu na mjestu bivšega judaističkoga hrama. Kasnije je tu sagrađena velika džamija. Zapadni povjesničari te priče smatraju kasnijim izmišljotinama. Omar je ušao u Jeruzalem vjerojatno godinu dana nakon predaje grada.
Za vrijeme njegove vlasti osnovani su garnizoni u Basri i Kufi. Proširio je i obnovio 638. Veliku džamiju u Meki i Džamiju proroka u Medini. Započeo je i proces donošenja islamskoga zakona. Naredio je 639., da se godine počnu brojiti od Hidžre.

## Smrt
Umro je 644. kao žrtva atentata nožem. U ranu zoru, u srijedu, četvrtoga zul-hidžeta dvadeset i treće godine po Hidžri izašao je Emirul-mu'minin u džamiju predvoditi muslimane na sabah-namazu. Kada je izgovorio početni tekbir za pristup namazu, priđe mu čovjek i udari ga nožem nekoliko puta u prsa i u trbuh. Ubojica je bio Ebu-Lu'lu Fejruz el-Farisi, rob El-Mugire ibn Šu'bea.  Omar je umro nakon dva dana i pokopan je kraj Muhameda i Abu Bekra. Grupa uglednih muslimana, koju je odabrao Omar prije svoje smrti je izabrala Osmana bin Afana kao novoga kalifa.